# رجیونال کارگو
رجیونال کارگو (به انگلیسی: Regional Cargo) یک شرکت هواپیمایی با کد یاتا F2 است که در تاریخ ۲۰۰۶ میلادی تأسیس شده‌است. دفتر مرکزی رجیونال کارگو در فرودگاه بین‌المللی کوئره‌تارو واقع شده‌است و قطب این شرکت هواپیمایی در فرودگاه بین‌المللی کوئره‌تارو قرار دارد و به ۹ مقصد، پرواز انجام می‌دهد.